# تفسیر نور (قرائتی)
تفسیر نور تفسیری از قرآن، تألیف محسن قرائتی به زبان فارسی است که در ویرایش نهایی در ۱۰ جلد منتشر، و همزمان با انتشار چهارمین مجلد آن در سال ۷۶، به عنوان کتاب سال جمهوری اسلامی ایران شناخته شد.

## مؤلف
محسن قرائتی هشت دی ماه۱۳۲۴ در کاشان به دنیا آمد. در ۱۴ سالگی به وارد حوزه علمیه می‌شود و در جلسات تفسیر علی آقا نجفی شرکت می‌کند. سپس در سال ۱۳۳۹ برای تکمیل دروس حوزوی به قم می‌رود. از ده سال قبل از انقلاب به مدت ۱۵ سال عضو گروه پژوهش و تألیف تفسیر نمونه زیر نظر ناصر مکارم شیرازی بود. بعد از انقلاب در رادیو اقدام به برگزاری یک دوره تفسیر صوتی نمود. سلسله برنامه‌های درس‌هایی از قرآن نیز که از سال ۱۳۵۸ آغاز شد و همچنان ادامه دارد. وی همچنین مسئول ستاد احیای نماز و زکات می‌باشد.

## ویژگی‌ها
این تفسیر به زبان ساده و روان و قابل استفاده برای عموم نگاشته شده و شامل همه آیات قرآن کریم بوده و مهم‌ترین ویژگی آن پیام‌های کوتاه و کاربردی است که راه گشای زندگی و قابل ترجمه به زبان‌های زنده دنیا می‌باشد.

## شیوه نگارش
مطالب این تفسیر در قالب ۳ عنوان ارائه شده است: ۱- ترجمه آیه، ۲- نکته‌ها، شامل: ریشه لغات مشکل، شأن نزول آیه، آیات مرتبط، روایات ذیل آیه، پاسخ گویی به برخی پرسش‌ها، ۳- پیام‌ها که مقصود اصلی مؤلف، همین بخش بوده تا نشان دهد قرآن، کتاب زندگی بشر در همه عصرها و برای همه نسل‌هاست.

## همکاران
در تحقیق و تتبع تفاسیر شیعه و اهل سنت این افراد با مؤلف همکاری داشته‌اند:
سید جواد بهشتی، محمود متوسل، حسن دهشیری، رحمت‌الله جعفری